# Wilhelm Grundmann
Wilhelm Grundmann (* 19. Jahrhundert; † 20. Jahrhundert) war ein deutscher Ringer.

## Biografie
Wilhelm Grundmann gehörte als einziger Ringer dem Deutschen Olympiakader bei den Sommerspielen 1908 in London an. Er trat im Griechisch-römischen Stil des Mittelgewichts an, schied jedoch in der ersten Runde gegen den Niederländer Jacob Belmer aus.